# Vindicators 3: The Return of Worldender
Vindicators 3: The Return of Worldender es el cuarto episodio de la tercera temporada de la serie de animación Rick y Morty. Fue estrenando en Estados Unidos en agosto de 2017 con una duración de 27 minutos.

## Actores de voz
- Justin Roiland como Rick Sánchez.
- Chris Parnell como Jerry Smith.
- Spencer Grammer como Summer Smith.
- Sarah Chalke como Beth Smith.
- Gillian Jacobs como Supernova.
- Christian Slater como Vance Maximus.
- Logic como un personaje del mismo nombre.
- Lance Reddick como Alan Tails.
- Scott Chernoff como Gearhead.
- Tom Kenny como Million Ants.
- Maurice LaMarche como Crocubot.[2]

## Producción
Este episodio fue escrito por Dan Harmon, Justin Roiland, Sarah Carbiener, Erica Rosbe, Jane Becker, Jessica Gao y Sarah Carbiener.